# Cooperativa de vivienda
Una cooperativa de vivienda es un tipo de cooperativa cuyo objetivo social es el de proporcionar a sus socios viviendas, locales y otros bienes inmuebles, adquiriendo suelo para construir y urbanizarlo. Las cooperativas de viviendas, como sociedades promotoras de viviendas, se han consolidado como una de las alternativas viables. 
Factores objetivos que intervienen en su sistema productivo y en su regulación legal así lo ponen de manifiesto. Es una de las figuras más representativas de la llamada economía social.

## En Uruguay

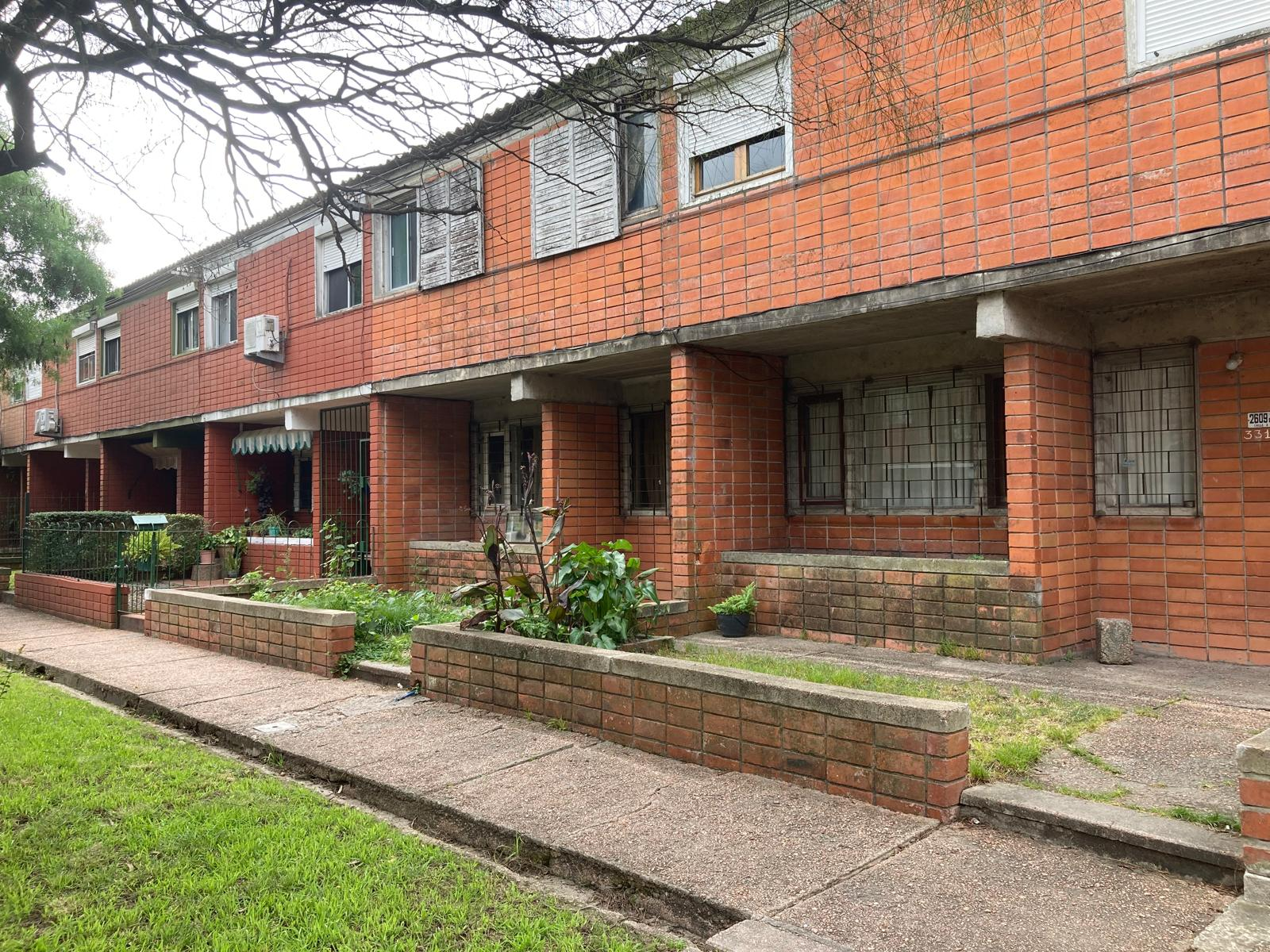
Vista de vivienda cooperativa del complejo Mesa 1 de Montevideo

El cooperativismo de vivienda en Uruguay surge en 1966 a partir de 3 experiencias piloto promovidas por el Centro Cooperativista Uruguayo (CCU) en el interior del país: Cosvam en Salto (integrada por trabajadores ferroviarios), Isla Mala en 25 de Mayo, Florida (con mayoría de trabajadores de tambos) y Éxodo de Artigas en Fray Bentos (trabajadores municipales). 
En 1968 el Parlamento uruguayo aprobó la Ley Nacional de Vivienda n.° 13.728promovida por el Arq. Juan Pablo Terra que incluye un capítulo referido a cooperativas. 
El Programa de Cooperativasdel Ministerio de Vivienda y Ordenamiento Territorial regula la actividad de las cooperativas de acuerdo a las leyes y reglamentos vigentes. 

## En Chile
Históricamente, las cooperativas de vivienda chilenas han tenido un importante rol en el desarrollo de la vivienda social de ese país.
Las cooperativas de vivienda de Chile son reguladas por la Ley General de Cooperativas y su actividad es fiscalizada por el Ministerio de Economía a través de su Departamento de Cooperativas. El Ministerio de Vivienda y Urbanismo establece el sistema de subsidio habitacional (que habitualmente complementa al ahorro previo y al crédito hipotecario) y define las bases normativas, arquitectónicas y urbanísticas con las que deben desarrollarse los proyectos inmobiliarios cooperativos.
Actualmente, las cooperativas de vivienda más importantes de Chile son INVICA-Provicoop y Conavicoop. En la legislación chilena se distinguen cooperativas de vivienda cerradas y abiertas, siendo ambas organizaciones de tipo abierto, es decir, de incorporación libre e individual de los socios a los proyectos habitacionales que gestionan, de acuerdo a sus respectivos estatutos sociales y a los requisitos financieros necesarios para la adquisición de la vivienda.
La experiencia habitual es que una vez adjudicada la vivienda, el socio deja de pertenecer a la cooperativa, manteniendo su vínculo formal con la organización solo para efectos de posventa. De esta forma, el modelo chileno tradicionalmente ha sido distinto del de las cooperativas de arrendamiento existentes en otros países.

## En España

### Regulación legal
- Las cooperativas de viviendas se encuentran reguladas en el caso de España por la ley 27/1999 y sus Estatutos Sociales, debidamente inscritos en registros públicos, por los que se rige la vida de cooperativa y determinan los derechos y obligaciones de los socios.
- Dichos registros pueden ser consultados por cualquier persona que en su calidad de socio forme parte de una cooperativa.

### Funcionamiento democrático
- La Asamblea General de Socios es el órgano soberano en el que pueden participar activamente todos los socios de pleno derecho, a quienes proporciona información y propone la toma de decisiones de manera colegiada, adoptándose los acuerdos por medio de votación.

### Autorregulación
- A través de las votaciones de sus socios, la Asamblea General decide desde quiénes son sus representantes –elección del Consejo Rector que es el órgano de la dirección– hasta los agentes que intervienen en la promoción, tales como empresa constructora, entidad financiera, entidad gestora, sociedad auditora, etc.
- Es el socio quien elige y decide.

### Cantidades avaladas
- Todas las cantidades que el socio aporta para la construcción de la vivienda están avaladas por una entidad aseguradora. Este seguro garantiza que, de no conseguirse el objetivo social, el socio tenga asegurada la recuperación de las cantidades aportadas.

### Auditoría
- Las cuentas de la cooperativa son auditadas por una empresa autorizada para realizar dichos trabajos y ratificadas por la Asamblea General, y que a su vez está obligada a presentarlas y explicarlas a los socios.
- Como agente externo, su informe es absolutamente objetivo, debe reflejar cualquier incidencia relevante y responder legalmente en caso de que no detectara irregularidades en la contabilidad.
- Las cuentas anuales debidamente aprobadas son depositadas en el Registro público correspondiente.

### Gestión profesional
- Especialmente las cooperativas de viviendas deben contratar a una empresa gestora que guíe y asesore en la consecución del objeto social, es decir, proporcionar viviendas a sus socios.
- Es imprescindible que la gestora acredite su solvencia profesional

### Beneficios fiscales
- Las cantidades que los socios aportan a la cooperativa para ser adjudicatarios de una vivienda son desgravables en su declaración anual de la renta.
- Además, por ley, algunos actos jurídicos, necesarios para su actividad empresarial, están exentos del pago a Hacienda o se encuentran bonificados, lo que contribuye a disminuir el coste final de la vivienda.
- La adquisición de una vivienda mediante cooperativa tampoco es incompatible con los beneficios fiscales de la cuenta ahorro vivienda.

### Beneficios económicos
Las viviendas promovidas en régimen de cooperativa cuentan, entre otros, con los siguientes beneficios económicos:
- Precio. El precio final de las viviendas realizadas en régimen de cooperativas es muy inferior al de las viviendas desarrolladas por promotores privados, al ser sus socios sobre los que revierte directamente el beneficio de desarrollar la vivienda.
- Eliminación del beneficio del promotor privado. Al ser los socios cooperativistas quienes promueven la ejecución de las viviendas, el beneficio del promotor privado desaparece, lo que reduce de manera sustancial el precio final de la vivienda.
- Adecuación de pagos. Las cantidades aportadas por los socios se adecuan a los compromisos de pago de la cooperativa viabilizando la promoción.
- Financiación. Las cooperativas cuentan para el desarrollo de sus promociones de viviendas con el interés de los bancos y cajas para la concesión de préstamos, que reducen las aportaciones que deben realizar los socios antes de la escrituración de sus viviendas.

## Cooperativa de vivienda en cesión de uso
El modelo de cooperativa en cesión de uso es un sistema muy desarrollado en Canadá y países escandinavos pero que en España no se han visto las primeras cooperativas hasta el 2011.
Aunque cada cooperativa funciona de la manera que sus miembros decidan, las principales diferencias de la cesión de uso con la propiedad privada son:
- Las viviendas no pueden ser ni vendidas ni alquiladas, tan solo se puede transmitir el derecho a uso.
- Se paga un derecho de uso cuyo importe es muy inferior a un alquiler o a una hipoteca. Este derecho incluye la mayoría de servicios como el agua, la calefacción, recogida de basuras…
- Los edificios suelen tener espacios comunes para todos los miembros como lavandería, sala de fiestas…
- Se dispone de un fondo monetario que puede ser utilizado para reformas de las viviendas o del edificio.
- Se pueden conseguir ofertas comunitarias para toda la comunidad a costes más económicos.

Las formas de crear estas cooperativas son varias. Se pueden construir viviendas nuevas, comprar edificios ya construidos, rehabilitarlos o incluso convertir edificios de propiedad o alquiler en cooperativa.